# Chikkarangepalli, Srinivaspur
Chikkarangepalli là một làng thuộc tehsil Srinivaspur, huyện Kolar, bang Karnataka, Ấn Độ.